# Cadlina willani
Cadlina willani is een slakkensoort uit de familie van de Cadlinidae. De wetenschappelijke naam van de soort werd voor het eerst geldig gepubliceerd in 1980 door Miller.